# 佐藤弘祐
佐藤 弘祐（さとう こうすけ、1985年11月29日 - ）は、宮城県栗原市出身の元プロ野球選手（捕手）、指導者。

## 経歴
東北高校在学中に主にバッテリーを組んでいた投手が、1学年上の高井雄平、1学年下のダルビッシュ有と、いずれも高校卒業時にドラフト1巡目指名された好投手であった。その結果、彼らの速球を捕球するために特に守備能力が鍛えられ、恵まれた体格と相まって、高校生レベルでは守備力・特に捕球能力の評価が非常に高く、また肩の強さの評価も高かった。3年生時には春、夏の甲子園に連続出場、夏の甲子園ではダルビッシュ・真壁賢守の後輩投手をリードしてチームを準優勝に導く。
2003年のドラフト会議で読売ジャイアンツに7巡目で指名を受けて入団する。
しかし、若手捕手はなかなか試合出場機会を得難い例に漏れず、2006年までの3年間で一軍選手登録経験は無し。二軍では1年目の2004年は24試合に出場、翌2005年は21試合に出場しているが、いずれも打率1割台と打撃面が課題となっている。
2007年からは育成選手として契約。2008年6月14日発生の岩手・宮城内陸地震の被災地に、慈善事業団を通じて10万円を送った。
2008年10月31日に自由契約公示されるが、同年11月27日に再契約。
2009年10月30日、再び自由契約公示され、翌日引退、巨人のブルペン捕手となることが決まった。
その後、2012年より二軍サブマネージャー、2015年より二軍マネージャー、2019年よりファームの試合運営を担当。
2022年11月23日、2023年から本格的に始動する読売ジャイアンツ女子チームのコーチ就任が発表された（背番号は82）。
2024年12月23日に球団スコアラーの就任が発表された。

## 詳細情報

### 年度別打撃成績
- 一軍公式戦出場なし

### 背番号
- 96 （2004年 - 2006年）
- 100 （2007年 - 2009年）
- 129 （2010年）
- 216 （2011年）
- 82 （2023年 - 2024年）